# Añón
Añón är en ort i Spanien.   Den ligger i provinsen Provincia de Zaragoza och regionen Aragonien, i den nordöstra delen av landet, 220 km nordost om huvudstaden Madrid. Añón ligger 814 meter över havet och antalet invånare är 248.
Terrängen runt Añón är huvudsakligen kuperad, men västerut är den bergig.  Trakten runt Añón är nära nog obefolkad, med mindre än två invånare per kvadratkilometer. Närmaste större samhälle är Tarazona, 14,1 km norr om Añón. 